# 마커스 에드워즈
마커스 에드워즈 (Marcus Edwards, 1998년 12월 3일 ~ )는 잉글랜드의 축구 선수이며, 현재 번리에서 윙어 또는 공격형 미드필더로 뛰고 있다.